# Sluis Hindeloopen
De Sluis Hindeloopen is een schutsluis in de Friese stad Hindeloopen.
De sluis vormt de verbinding voor de pleziervaart tussen de Zijlroede en de haven aan het IJsselmeer. De sluis in Stavoren was er al in de 17e eeuw. Over de sluis ligt ook een brug.
Bij de sluis staat de sluiswachterswoning het Sylhús met een houten 19e-eeuwse klokkentorentje. Aan de noordzijde staat een zogenaamde leugenbank met een gevelsteen waarop de wonderbaarlijke visvangst is afgebeeld. In de jaren zeventig zijn deze bouwwerken gerestaureerd.

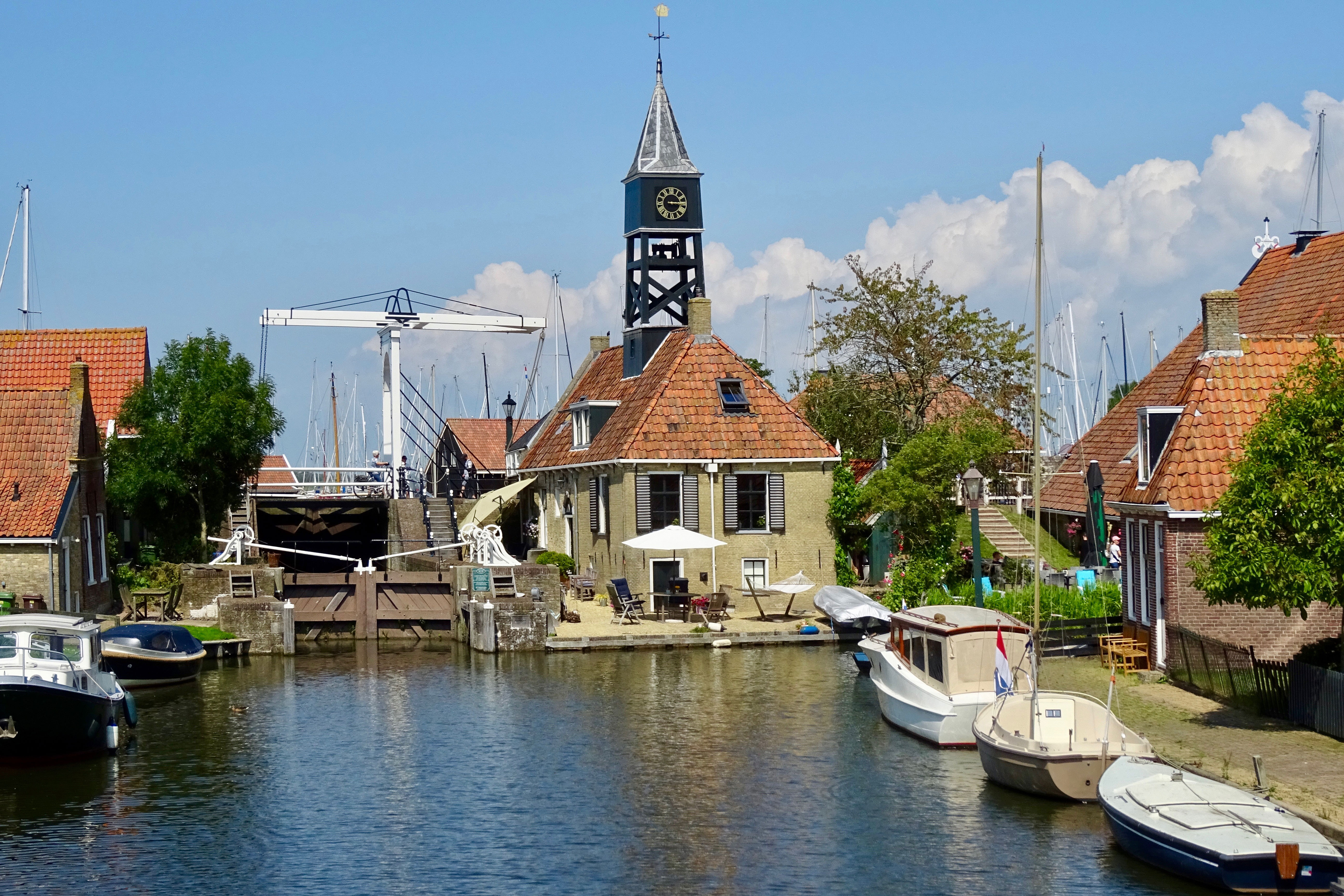
De sluis vanaf de Zijlroede
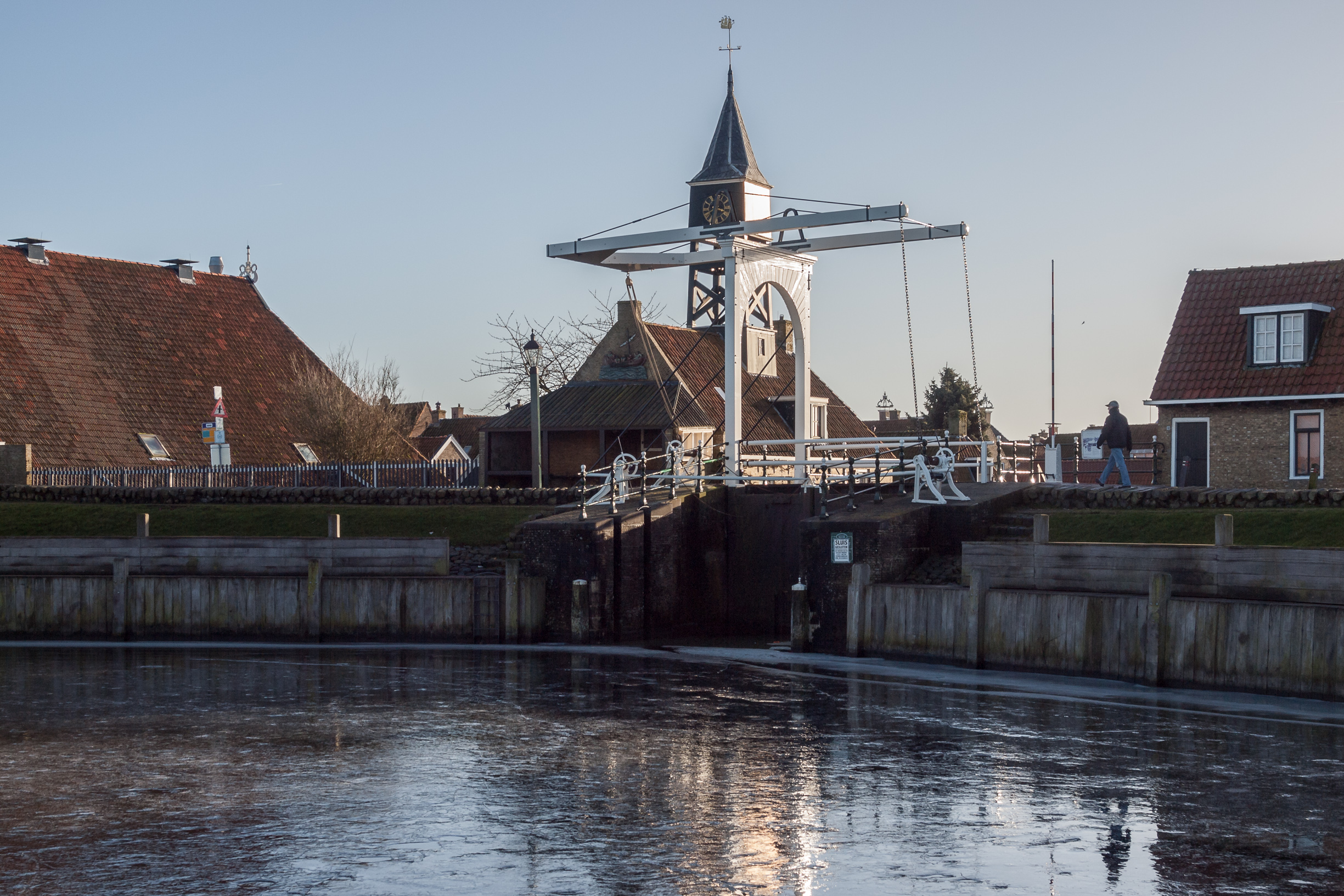
De sluis vanaf de haven